# Cantón de Soyaux
El cantón de Soyaux era una división administrativa francesa, que estaba situada en el departamento de Charente y la región de Poitou-Charentes.

## Composición
El cantón estaba formado por cinco comunas:
- Bouëx
- Dirac
- Garat
- Soyaux
- Vouzan

## Supresión del cantón de Soyaux
En aplicación del Decreto nº 2014-195 de 20 de febrero de 2014, el cantón de Soyaux fue suprimido el 22 de marzo de 2015 y sus 5 comunas pasaron a formar parte; cuatro del nuevo cantón de Boëme-Échelle, y una del nuevo cantón de Angulema-3.